# Deltoide (curva)

La curva rossa è una deltoide.

In geometria, la deltoide è una curva ipocicloide con tre cuspidi. 
Il primo a studiare questa curva fu Eulero; venne poi esaminata da Jakob Steiner e viene talora chiamata ipocicloide di Steiner. Essa viene chiamata anche tricuspoide. 
Le equazioni parametriche cartesiane della deltoide avente come cerchio circoscritto il cerchio di centro nell'origine e di raggio a sono:
{\displaystyle \left\{{\begin{matrix}x\,=\,a\left[{\frac {2}{3}}\cos \phi -{\frac {1}{3}}\cos(2\phi )\right]\\y\,=\,a\left[{\frac {2}{3}}\sin \phi +{\frac {1}{3}}\sin(2\phi )\right]\end{matrix}}\right.}
Si può far scorrere un segmento di lunghezza costante con entrambe le estremità sulla deltoide e con un punto che rimane tangente alla curva. Si osserva che nel periodo in cui una estremità compie un intero giro della deltoide (curva chiusa) il punto di tangenza compie due giri nel verso opposto.